# Wolfsbane
Wolfsbane — британская хэви-метал-группа. Группа была сформирована в 1984 году, и оставалась активной до 1994 года, когда вокалист Блейз Бейли ушел в Iron Maiden. Группа собиралась на совместные концерты в 2007 и 2009 годах и в 2010 году Wolfsbane официально воссоединились. До настоящего времени, Wolfsbane выпустили четыре студийных альбома, один концертный альбом, два альбома-компиляции, два EPs и три демоальбома.

## История

### 1984—1994
Группа Wolfsbane была основана в 1984 году в городе Тамворт, недалеко от Бирмингема. В 1989 году они выпустили свой первый альбом Live Fast, Die Fast.
Они выступали на разогреве Iron Maiden во время их британского тура No Prayer on the Road в 1990 году. Второй альбом Down Fall the Good Guys, был выпущен в 1991 году, после чего состоялось их единственное попадание в британский чарт UK Singles Chart с синглом «Ezy», достигшим номера 68.
Группа выпустила третий альбом Wolfsbane в 1994 году. В конце 1994 года, когда вокалист Брюс Дикинсон оставил Iron Maiden, Блейз Бейли присоединился к этой группе, и в результате Wolfsbane расформировались.

### После распада (1994—2007)
После ухода Бейли, остальные музыканты группы — Джейсон Эдвардс, Джефф Хэтели, и Стив «Danger» Эллетт, вместе с Джезом Спенсером, сформировали группу Stretch, это состоялось в 1995 году.
К тому моменту у Wolfsbane образовалась группировка верных поклонников, HMS (Howling Mad Shitheads) (англ.- Орущие Бешеные Говноголовы), в футболках с логотипом этой группировки Wolfsbane стали выступать на сцене.

### Воссоединение
9 сентября 2007 года Wolfsbane выступили на фестивале Rock of Ages Festival в Тамворте. За этим последовал первый за 13 лет британский тур, также группа играла на поддержке Wildhearts в декабре 2007 года. Их следующий тур состоялся в декабре 2009 года, в качестве поддержки тура группы Quireboys — 'A Little Bit of What You Fancy 20th Anniversary Tour'.
Бейли, оставив Iron Maiden в 1999 году, предпринял карьеру с его собственной группой, названной «BLAZE», а позже с новым составом под названием «Blaze Bayley Band». Во время тура Бэйли в поддержку его тогда нового альбома, Promise and Terror, возникли напряженные отношения в пределах группы. В конце мая 2010 года менеджер Анна Ди Лоренци и барабанщик Ларри Петерсон оставили группу, чтобы присоединиться к Sinocence. Несколько недель спустя, в начале июня, Wolfsbane объявили, что они будут выступать на постоянной основе и выпустят новый альбом в 2011 году. Бэйли продолжает выступать и с Wolfsbane и со своей группой.